# Сентравіс
Сентравіс (також Centravis або ПрАТ «Сентравіс продакшн Юкрейн») — високотехнологічне підприємство з виробництва безшовних нержавіючих труб. Штаб-квартира компанії знаходиться в місті Нікополь, виробничі потужності – в Нікополі та місті Ужгород. 
"Сентравіс" входить в топ-10 найбільших світових виробників. Серед клієнтів компанії BMW, Volkswagen, General Motors, Benteler Automotive, LINSTER Edelstahlhandel, Rohr Mertel, Buhlmann Group, Webco, MRC, Sinopec, Chesini Meccanica. 
Компанія займає друге місце у світі в глобальному рейтингу постачальників трубок для паливних систем автомобілів. 
На міжнародних ринках "Сентравіс" конкурує з європейськими та японськими компаніями, такими як Sandvik, Tubacex, Sumitomo.  

## Продукція
На відміну від вуглецевих труб або нержавіючих зварних труб безшовні труби експлуатуються в умовах підвищеної складності в різних галузях промисловості і взаємодіють з агресивними середовищами, з високими і надвисокими температурами, тиском, іншими специфічними умовами. 
Продуктовий портфель компанії включає понад 1000 типорозмірів труб із понад 100 видів корозійностійких та жароміцних марок сталі у 8-ми сегментах.
Основними областями застосування продукції “Сентравіс” є автомобілебудування, хімічна і нафтохімічна промисловості, машинобудування і виробництво електроенергії, в тому числі ядерної електроенергії.

## Географія поставок
Понад 95% продукції компанії експортується за кордон. “Сентравіс” входить у топ-50 найбільших експортерів України. 
Компанія продає свою продукцію у декілька десятків країн світу в різних регіонах – Європейський Союз, США, Азія та Близький Схід, Австралія.
Загальний об’єм експорту у 2022 році склав 11,6 тис тонн безшовних нержавіючих труб.
“Сентравіс” має свої торгові представництва в таких країнах як Німеччина, Італія, Швейцарія, Польща, Сполучені Штати Америки та Об'єднані Арабські Емірати і веде активну експортну політику. 
Протягом останніх років компанія взяла участь у низці помітних проектів, серед них проект НАСА з освоєння космосу, будівництво нової атомної електростанції Hinkly Point C у Велика Британія та Міжнародний експериментальний термоядерний реактор ITER. 

## Історія компанії
Виробничий майданчик об'єднує цех гарячого пресування (ТПЦ) та цех холодної прокатки (ТВЦ), які до 2000 року були частиною найбільшого промислового комплексу з виробництва безшовних труб «Нікопольського Південнотрубного заводу» (НПТЗ).
У 1959 р. трубоволочильний цех № 2 (ТВЦ-2) починає роботу та випускає першу холоднодеформовану трубу. У 1961 р. був введений в експлуатацію цех гарячого пресування № 4 (ТПЦ-4).
У 2000 р. ініційована приватизація потужностей «Нікопольського Південнотрубного заводу», в результаті чого на базі двох цехів ТПЦ-4 та ТВЦ-2 утворюється ЗАТ «Нікопольський завод нержавіючих труб» (НЗНТ).).
У результаті інтеграції бізнесу, у 2007 р. на металургійній карті світу з'явився бренд «СЕНТРАВІС». Офіційне представлення нового бренду відбулося 6 листопада 2007 року в ході спеціалізованої виставки Stainless Steel World, яка проходила в Маастрихті (Нідерланди).
В цей час була проведена програма модернізації виробничих потужностей загальною вартістю понад 130 млн. дол. США. Зокрема, у трубопресовому цеху компанії була запущена нова високопродуктивна пресова лінія, оснащена обладнанням від провідних німецьких виробників SMS MEER та IAS. У трубоволочильному цеху введені в експлуатацію нові стани холодної прокатки труб типу KPW-25, гнучкі машини для виготовлення U-образних труб, нова поточна лінія з виробництва теплообмінних труб, а також сучасний комплекс контролю якості продукції. 
У 2014 році запущено системний проект «Виробництво світового класу». Це комплексна платформа, завдяки якій у довгостроковій перспективі буде реалізована трансформація “Сентравіс” у глобальне, конкурентоспроможне підприємство, з ефективними бізнес-процесами, стабільно високою якістю продукції, мінімальними ризиками та оптимальними витратами на всіх етапах виробничого процесу.
У 2022 році “Сентравіс” продовжив працювати попри регулярні обстріли Нікополя та складну ситуацію в регіоні та країні після початку повномасштабної війни. 
Компанія допомагає своїм працівникам, Силам безпеки оборони, цивільному населенню, яке постраждало внаслідок ведення бойових дій. За рік війни “Сентравіс” надав допомогу на суму понад 9 млн грн. 
У 2023 році компанія відкрила нове виробництво в Ужгороді. Воно спеціалізується на інструментальних трубах для провідних світових автомобільних брендів (Volkswagen, Audi, BMW, Chevrolet). Загальна сума інвестицій склала понад 50 млн грн. За перші півроку виробництво в Ужгороді випустило близько 176 тонн або понад 900 тис метрів інструментальних труб для автомобілів. Цього об’єму вистачить для комплектації близько 450-600 тис автомобілів. 